# Eurata maritana
Eurata maritana är en fjärilsart som beskrevs av William Schaus 1896. Eurata maritana ingår i släktet Eurata och familjen björnspinnare. Inga underarter finns listade i Catalogue of Life.